# Вологдин, Виктор Петрович
Виктор Петрович Вологдин (1883, Пермская губерния, Российская империя — 1950, Ленинград, СССР) — советский учёный и инженер, пионер применения электросварки в судостроении. Спроектировал и построил первое в СССР цельносварное судно. Профессор и ректор Дальневосточного государственного университета.

## Биография
Родился 27 июля 1883 года в поселке Кувинского завода Пермской губернии.
В 1894 году, будучи учеником реального училища, посетил знаменитый электросварочный цех («электролитейную фабрику») Н. Г. Славянова на Пермских пушечных заводах, что определило сферу его будущих научных интересов.
В 1902 году поступил в Морское инженерное училище Императора Николая I, где достиг больших успехов и был удостоен чина фельдфебеля. Однако в 1906 году вместе с 10 соучениками выразил солидарность с участниками революционного движения и приказом Морского министра И. К. Григоровича изгнан из училища.
В 1906 году поступил в Политехнический институт в Петербурге на электромеханическое отделение и в 1910 году (по другим данным — в 1909) окончил его, был оставлен преподавателем на механическом факультете.
В 1911 году для ознакомления с постановкой турбостроения выезжал в Германию, Францию, Швейцарию. В декабре 1914 года по приказу министра Григоровича переведён в Морское ведомство, на должность старшего производителя работ в чертёжной Главного управления кораблестроения. Одновременно преподавал в Петроградском институте путей сообщения и на кораблестроительном отделении Политехнического института.
В 1918—1919 годах воевал в армии Колчака в звании старшего лейтенанта, за храбрость, проявленную в борьбе с большевиками произведён в капитаны 2-го ранга, награждён орденом Св. Владимира 4 степени с мечами и бантами и орденом Св. Станислава 3 степени.
С ноября 1919 Виктор Петрович — представитель Морского ведомства и директор правления «Дальзавода» во Владивостоке.
В 1920 году начал исследовать вопросы применения электросварки для ремонта судов, избран профессором Дальневосточного университета (ГДУ) во Владивостоке.
В 1925 году создал первую в СССР научно-исследовательскую лабораторию газовой и электрической сварки в ГДУ.
В 1925 году назначен ректором ГДУ и находился на этой должности до 1928 года.
В 1926 году на Дальзаводе организовал сварочное производство паровых котлов.
6 июня 1927 года Вологдин составил краткую рукописную записку «Применение электрической дуговой сварки при постройке мостов и крупных железных конструкций».
В 1928 году он спроектировал и построил цельносварной Казанский мост на полуостров Шкота во Владивостоке. Четыре сварщика сварили мост с пролётом 25 м всего за 20 дней, сэкономив 25 % металла по сравнению с клёпаной конструкцией. В 1929—1931 годах построил ещё два цельносварных моста, в том числе мост тяжёлого типа с пролётом 36,6 м и общим весом около 300 т.
Кроме того, он применил сварку для изготовления металлических топливных резервуаров, а 4 ноября 1930 года построил первое в СССР цельносварное судно — буксирный катер серии «Ж» (ЖС-6).
Большое внимание уделял подготовке квалифицированных инженеров-сварщиков. Организовал кафедру сварки в ГДУ. Он же разработал первый учебный план, систему обозначений на сварочных соединений на чертежах, государственные стандарты на электроды, контроль качества сварки и впервые начал читать курс сварки. После того, как в 1930 году ГДУ был разделён на несколько институтов, работал в Дальневосточном политехническом институте (ДВПИ). В 1930 году состоялся первый выпуск факультета сварки ДВПИ (три инженера-механика сварочной специальности).
В 1932—1933 годах — директор Владивостокского института техники АН СССР.
В. П. Вологдин приложил огромные усилия для внедрения электросварки в практику судостроения. До 1933 года он сделал более 130 докладов о сварке в Госплане, на судостроительных заводах, на Всесоюзном съезде сварщиков. Только после гибели парохода «Челюскин» и аварий других судов в Арктике ненадёжность клёпаных соединений стала очевидной. Сварка стала широко применяться на судостроительных предприятиях, обеспечив большую прочность, меньшую массу и меньшую трудоёмкость строительства судов.
В 1933 году Вологдин переехал в Ленинград, где был назначен руководителем сварочной группы технического отдела Главморпрома.
В 1934 году избран профессором Ленинградского кораблестроительного института. Одновременно в 1933—1934 годах работает профессором электросварочного института, консультирует строителей крупнейших новостроек СССР (Адмиралтейский и Балтийский судостроительные заводы, Кировский завод, Днепрогэс).
В 1935 году в Ленинграде построил первый полусварной морской пароход «Седов». Под влиянием Вологдина на ряде заводов началась постройка сварных доков, теплоходов для Каспийского моря и других цельносварных судов.
К началу Великой Отечественной войны сварка в судостроении почти полностью вытеснила клёпку. В 1939 году клёпка для изготовления речных судов была запрещена постановлением правительства. В годы войны все корпуса строящихся судов, как и их ремонт, выполнялись только с помощью электросварки.
С 1934 по 1949 год Вологдин работал заведующим кафедрой сварки Ленинградского кораблестроительного института.
В последние годы жизни (1946—1950 годы) руководил постройкой цельносварных кораблей и судов на заводах Ленинграда, занимался научной и педагогической деятельностью.
Умер в ночь на 14 октября 1950 года. Похоронен в Санкт-Петербурге на Большеохтинском кладбище (единоверческая дорога); на могиле — гранитная стела. Его имя было присвоено кафедре сварки судовых конструкций Ленинградского кораблестроительного института и контейнеровозу «Профессор Виктор Вологдин», он был награждён орденом Трудового Красного Знамени.

## Память
- На аллее славы ДВГТУ во Владивостоке установлен бюст Виктора Петровича работы скульптора Э. В. Барсегова[2].

## Научные работы
- Состояние сварочной техники в судостроении, 1935.
- Деформации и внутренние напряжения при сварке судовых конструкций. — М.: МКАП Оборонгиз, 1945. — 149 с.
- Применение электросварки при судоремонте и судостроении // Вестник металлопромышленности. — № 1-2 и 7-8. — 1926.
- Постройка первого электросварного катера на Дальзаводе. — Владивосток: ДВГПИ. — 1931.
- Постройка первого электросварочного катера на Дальзаводе. — Владивосток: Изд. ДВПИ, 1931.
- Развитие сварки в СССР за 20 лет // Судостроение. — II. — 1937.
- Исследование скорости плавления электродов при варке металлической вольтовой дутой // Вестник Дальневосточного филиала Академии Наук СССР. — Владивосток: 1932. — № 1—2.
- К 25—летию сварки на заводе им. Ворошилова // Применение сварки и электрометаллизации на ордена Ленина заводе им. Ворошилова. Сб. мат. техн. конф. по сварке Приморск. отд. ВНИТОСС. — Владивосток. — 1947. — С. 4—17.
- К вопросу о выработке новых профилей фасонного железа для применения в сварных конструкциях // III Всесоюзн. автогенный съезд. — Вып. 2 — М. — 1932.
- Коробление судовых конструкций от сварки. — Речиздат, 1948.
- Прибор для определения коэффициента использования сварочного поста системы профессора В. П. Вологдина // Судостроение. — 1937. — № 8.
- Развитие сварки в судостроении в СССР за 20 лет // Судостроение. — 1937. — № 11. — С. 795—802.
- Технология дуговой сварки (конспект лекций) — Д.: ЛЭСИ, — 1934.
- Электросварка доказала своё превосходство // Технический листок «Техника» (приложение к газете «Молот»). — 20 ноября 1931. — № 1.
- Структура и механические качества электросварных швов, выполненных при низких температурах /Вологдин В. П., Олифиренко K. M. // Труды НИСА; Вып. 26. —  Л.—М.: ОНТИ-НКТП-СССР, Главморпром, 1936.